# Spice Up Your Life
Spice Up Your Life è una canzone delle Spice Girls. È il primo singolo estratto dal secondo album del gruppo, Spiceworld.
Il brano, scritto dalle Spice Girls insieme a Richard Stannard e Matt Rowe, è stato presentato (così come altri brani dell'album), durante il loro primo concerto ad Istanbul (Turchia).
Il sound della canzone viaggia dal bubblegum pop fino ad arrivare ad un ritmo spagnoleggiante simil-samba. All'interno del brano ogni ragazza ha una sua riga da solista nel terzo verso di ogni strofa, mentre il resto è cantato totalmente in coro. La canzone, che invitava appunto a mettere un po' di pepe nella propria vita, riscosse un notevole successo e diventò il simbolo del gruppo insieme al primo singolo Wannabe.

## Il singolo
Il singolo della canzone è stato pubblicato il 13 ottobre 1997 nel Regno Unito e il 21 dello stesso mese negli Stati Uniti. Spice Up Your Life è il quinto singolo pubblicato nella storia del gruppo britannico ed è anche il quinto numero uno consecutivo nella classifica dei singoli britannica del gruppo. Disco di platino nel Regno Unito, nel 2019 diventa il quarto singolo della girl band a raggiungere 1 milione di copie vendute in UK.

## Tracce e formati
Questi sono i formati e le relative tracklist delle principali pubblicazioni del singolo
- UK CD1/Canadian CD1/Australian CD1/Japanese CD/
South African CD/Taiwan CD1/US CD

1. "Spice Up Your Life" [Stent Radio Mix] - 2:53
2. "Spice Up Your Life" [Morales Radio Mix] - 2:48
3. "Spice Up Your Life" [Stent Radio Instrumental] - 2:53
4. "Spice Invaders" - 3:48

- UK CD2/Australian CD2/Brazilian CD/Taiwan CD2

1. "Spice Up Your Life" [Stent Radio Mix] - 2:53
2. "Spice Up Your Life" [Morales Carnival Club Mix] - 11:30
3. "Spice Up Your Life" [Murk Cuba Libre Mix] - 8:05

- European CD

1. "Spice Up Your Life" [Stent Radio Mix] - 2:53
2. "Spice Invaders" - 3:48

- 2007 Club Remixes

1. "Spice Up Your Life" [Ralphie Rosarios Vocal Mix] - 9:06
2. "Spice Up Your Life" [Ralphie Rosarios Dub Mix] - 8:36
3. "Spice Up Your Life" [Ralphie Rosarios Radio Edit] - 3:39

- UK 12" Vinyl single

"Spice Up Your Life" [Morales Carnival Club Mix] - 11:30
"Spice Up Your Life" [Murk Cuba Libre Mix] - 8:05
"Spice Up Your Life" [Morales Beats] - 5:51
"Spice Up Your Life" [Morales Drums & Dub Mix] - 11:07
"Spice Up Your Life" [Murk Sugar Cane Dub] - 8:38
"Spice Up Your Life" [Murk Spider Beats] - 3:41
- US 12" Vinyl single

"Spice Up Your Life" [Morales Carnival Club Mix] - 11:30
"Spice Up Your Life" [Morales Radio Mix] - 2:48
"Spice Up Your Life" [Murk Cuba Libre Mix] - 8:05
"Spice Up Your Life" [Stent Radio Mix] - 2:53
"Spice Up Your Life" [Stent Radio Instrumental] - 2:53

## Il video
Il costoso video della canzone è ambientato in una navicella spaziale, alla guida del quale vi sono le Spice Girls, che entrano in una città e vedono le classifiche che sono riuscite a scalare nei mesi precedenti e i video delle loro precedenti hits in onda sui televisori di bar e altri locali pubblici. Il video è una risposta a coloro che le criticavano per aver fatto da testimonial a numerosissime ditte l'anno prima, quando scoppiò il loro successo. Secondo il libro autobiografico pubblicato da Melanie B, tuttavia, le ragazze non erano contente di quel video e avrebbero voluto girarne un altro ambientato in un carnevale.

## Classifiche
| Paese             | Posizione massima |
| ----------------- | ----------------- |
| Regno Unito       | 1                 |
| Irlanda           | 2                 |
| Italia            | 2                 |
| Belgio (Vallonia) | 2                 |
| Svezia            | 2                 |
| Finlandia         | 2                 |
| Nuova Zelanda     | 2                 |
| Francia           | 3                 |
| Norvegia          | 3                 |
| Paesi Bassi       | 4                 |
| Belgio (Fiandre)  | 4                 |
| Svizzera          | 5                 |
| Australia         | 8                 |
| Austria           | 12                |

| Classifica di fine anno | Posizione |
| ----------------------- | --------- |
| Italia                  | 24        |